# Парламент Северной Осетии
Парла́мент Респу́блики Се́верная Осе́тия — Ала́ния (осет. Республикæ Цæгат Ирыстон — Аланийы Парламент) — законодательный (представительный) однопалатный орган государственной власти Северной Осетии — Алании, является постоянно действующим высшим и единственным органом законодательной власти республики.

## Фракции
4 созыв
| Фракция             | Руководитель                 | Кол-во депутатов |
| ------------------- | ---------------------------- | ---------------- |
| Единая Россия       | Токаева, Людмила Харитоновна | 45               |
| Патриоты России     | Фадзаев, Арсен Сулейманович  | 14               |
| КПРФ                | Тайсаев, Казбек Куцукович    | 5                |
| Справедливая Россия | Кучиев, Гарий Юрьевич        | 5                |

5 созыв
| Фракция             | Руководитель                   | Кол-во депутатов |
| ------------------- | ------------------------------ | ---------------- |
| Единая Россия       | Токаева, Людмила Харитоновна   | 44               |
| Патриоты России     | Фадзаев, Арсен Сулейманович    | 15               |
| КПРФ                | Разумкина, Елена Александровна | 5                |
| Справедливая Россия | Кучиев, Гарий Юрьевич          | 5                |

6 созыв
| Фракция             | Руководитель                  | Кол-во депутатов |
| ------------------- | ----------------------------- | ---------------- |
| Единая Россия       | Назаренко, Виталий Викторович | 46               |
| Патриоты России     | Доева, Светлана Бухарбековна  | 12               |
| Справедливая Россия | Кучиев, Гарий Юрьевич         | 7                |
| КПРФ                | Гутнов, Асланбек Амурханович  | 5                |

## Комиссии и комитеты
| Название | Тип      | Председатель в 4 созыве | Председатель в 5 созыве | Председатель в 6 созыве        |
| --- | -------- | ----------------------- | ----------------------- | ------------------------------ |
| мандатная | комиссия | Р. Б. Сабанов           | Р. Б. Сабанов           | Н. М. Ачеева, Т. И. Макиев     |
| по контролю и соблюдению регламента | комиссия | Т. К. Касаев            | Т. К. Касаев            | З. М. Ватаев                   |
| по вопросам депутатской этики | комиссия | А. А. Магометов         | А. А. Магометов         | Р. А. Джелиев                  |
| счётная | комиссия | К. И. Мрыков            | К. И. Мрыков            | И. М. Касабиев, Ю. И. Габараев |
| по контролю за электронной системой голосования | комиссия | В. Ж. Мамукаев          | В. Ж. Мамукаев          | Д. А. Камболов                 |
| по контролю за достоверностью сведений о доходах, имуществе и обязательствах имущественного характера, представляемых депутатами Парламента республики | комиссия | У. З. Сакаев            | У. З. Сакаев            | З. А. Битаров                  |
| секретариат | комиссия | Е. А. Разумкина         | Е. А. Князева           | Е. А. Князева                  |
| по бюджету, налогам, собственности и кредитным организациям                                                                                            | комитет  | А. Ш. Хадарцев          | В. Т. Базаев            | В. Т. Баликоев                 |
| по вопросам жилищно-коммунального хозяйства и строительной политике                                                                                    | комитет  | А. С. Гулаев            | А. С. Гулаев            | Э. А. Бокоев                   |
| по социальной политике, здравоохранению и делам ветеранов                                                                                              | комитет  | А. В. Реутов            | А. В. Реутов            | Л. К. Ревазова                 |
| по законодательству, законности и местному самоуправлению                                                                                              | комитет  | Г. Л. Родионов          | Г. Л. Родионов          | Т. М. Ортабаев                 |
| по аграрной и земельной политике, экологии и природным ресурсам                                                                                        | комитет  | В. Х. Темираев          | В. Х. Темираев          | Г. З. Тетцоев                  |
| по национальной политике и делам молодежи | комитет  | Р. З. Тедеев            | С. А. Козаев            | А. А. Хугаев                   |
| по науке, образованию, культуре и информационной политике                                                                                              | комитет  | Т. С. Таболова          | Е. А. Князева           | Е. А. Князева                  |
| по промышленности, транспорту, связи и предпринимательству                                                                                             | комитет  | С. П. Андиев            | С. П. Андиев            | В. Ю. Бурдзиев                 |

## Этнический состав
Осетины — 93 %, русские — 5,6 % (2003 год).